# Kert Kütt
Kert Kütt est un footballeur estonien né le 9 octobre 1980 à Pärnu en RSS d'Estonie. Kütt évolue au poste de gardien de but.

## Palmarès
FC Flora Tallinn
- Championnat d'Estonie (1) : 2001

 FC Levadia Tallinn
- Championnat d'Estonie (1) : 2008